# Франс (линеен кораб, 1912)
Франс (на френски: France) е френски линеен кораб. Вторият съд от първата серия френски дредноути – типа „Курбе“. Наречен е в чест на Франция. Корабът е построен малко преди Първата световна война, в рамките на корабостроителната програма за 1910 г. По време на войната действа в Средиземно море. На 16 август 1914 г. взема участие в потопяването на австро-унгарския крайцер „Зента“ (SMS Zenta). „Франс“ се базира в Отранто, блокирайки Австро-унгарския флот в Адриатика.
След края на войната „Франс“, заедно с еднотипния дредноут, „Жан Барт“ е изпратен в Черно море за участие в интервенцията в Южна Русия. През април 1919 г. в Севастопол екипажът му се разбунтува, изисквайки връщането на кораба във Франция. През 1920 г. корабът се връща в родни води.
През 1922 г. „Франс“ се натъква на риф при френското крайбрежие, четири часа след сблъсъка корабът потъва.

## История на службата

### Предвоенен период
„Франс“, заедно с еднотипния кораб „Париж“, са поръчани на 1 август 1911, в рамките на Военноморската програма за 1911 г. Той е построен от „Ateliers et Chantiers de la Loire“ в Сен Назер. Неговия кил е заложен на 30 ноември 1911 г., спуснат е на вода на 7 ноември 1912 г. През 1914 г. „Франс“ влиза в състава на флота, в Деня на превземането на Бастилията. През юли 1914 г. „Франс“, с президента на Френската република, Реймон Поанкаре, има държавно посещение в Санкт Петербург. Линкорът се връща от Русия във Франция малко преди началото на Първата световна война.

### Първа световна война
„Франс“ с трите еднотипни кораба, е включен в Средиземноморския флот на Франция за противодействие на военноморските флоти на Османската империя и Австро-Унгария. „Франс“, през по-голямата част от 1914 г., оказва поддръжка с огъня си на черногорската армия. На 21 декември подводницата U-12, при остров Сезен, торпилира линкора „Жан Барт“. Това принуждава линкорите да отстъпят към Малта и Бизерта. След като французите заемат неутралния гръцки остров Корфу, през 1916 г., те се придвижват към Аргостолион, но техните действия са много ограничени, тъй като по-голямата част от флота се използва в борбата с подводните лодки на противника.
След войната линкорите „Франс“ и „Париж“ поддържат Съюзните войски в Черно море, през 1919 г. по време на интервенцията в Русия. На двата кораба, през април 1919 г., избухва метеж, който е прекратен, когато вицеадмирал Жан Франсуа Шарл Аме се съгласява да удовлетвори главното искане на метежниците за връщане на корабите във Франция. С завръщането си вкъщи 26 члена на екипажа са осъдени на затвор, макар през 1922 г. те да са освободени след съглашение между премиер-министъра Раймон Пуанкаре и противниците му от Левите. В залива Киберон, на 26 август 1922 г., „Франс“ се ударя в риф и четири часа по-късно потъва. От 900 члена на екипажа загиват само трима души. До своята гибел „Франс“ не е модернизиран.